# 李汉秋
李汉秋（1939年4月—），男，福建福州人，中国古代文学学者，中国农工民主党中央委员会原常务委员，第七、八、九、十届全国政协委员。